# 1960年スコーバレーオリンピックの日本選手団
1960年スコーバレーオリンピックの日本選手団（1960ねんスコーバレーオリンピックのにほんせんしゅだん） は、1960年2月18日から2月28日まで開催された1960年スコーバレーオリンピック（冬季）の日本選手団、およびその競技結果。選手所属は1960年当時のもの。

## 概要
- 人員:　選手　41人、役員　11人
主将：猪谷千春、旗手：上野純子
- 結団式：2月4日
- 解団式：3月10日

## スキー
監督兼飛躍コーチ：龍田峻次

距離コーチ：落合力松

アルペン・コーチ：橋本茂生

### アルペンスキー
- 見谷昌禧（早稲田大学）
  - 男子回転：失格
  - 男子滑降：53位（2分31秒3）
  - 男子大回転：33位（2分05秒6）
- 多田修（伊勢丹） 
  - 男子回転：26位（2分44秒0）
  - 男子滑降：46位（2分28秒5）
  - 男子大回転：35位（2分06秒5）
- 猪谷千春（ダートマス大） 
  - 男子回転：12位（2分20秒2）
  - 男子滑降：34位（2分25秒0）
  - 男子大回転：23位（1分55秒8）
- 武田孝（明治大学） 
  - 男子回転：33位（2分56秒0）
  - 男子大回転：44位（2分13秒4）

### クロスカントリースキー
- 栗田栄治（明治大学） 
  - 男子15km：45位（58分57秒0）
  - 男子30km：39位（2時間11分25秒8）
  - 男子50km：27位（3時間38分40秒6）
- 佐藤和男（自家農業）
  - 男子15km：30位（56分15秒0）
  - 男子30km：37位（2時間07分07秒2）
- 松橋高司（坂田真珠商会）
  - 男子15km：40位（57分49秒1）
  - 男子30km：35位（2時間06分25秒5）
- 栗田栄治・佐藤和男・谷口明見・松橋高司
  - 男子40kmリレー：10位（2時間36分44秒9）

### スキージャンプ
- 菊地定夫（雪印乳業）
  - 純飛躍：15位（206.2）
- 江遠要甫（明治大学）
  - 純飛躍：25位（197.7）
- 佐藤耕一（雪印乳業）
  - 純飛躍：22位（200.3）
- 松井孝（早稲田大学）
  - 純飛躍：30位（189.6）

### ノルディック複合
- 吉田力雄（松尾鉱業所）
  - 個人：17位（前半）
- 江遠要甫（明治大学）
  - 個人：15位（429.984）
- 谷口明見（国鉄）
  - 個人：24位（409.226）

## スケート

### スピードスケート
監督：南洞邦夫

トレーナー：内藤晋

- 堀吉孝（富士製鐵）
  - 男子500m：16位
  - 男子1500m：29位（2分21秒7）
- 溝尾武夫（三協精機）
  - 男子1500m：33位（2分22秒6）
  - 男子5000m：23位（8分28秒7）
  - 男子10000m：25位（17分42秒0）
- 小林秀司（明治大学）
  - 男子1500m：34位（2分23秒0）
  - 男子5000m：24位（8分29秒8）
  - 男子10000m：21位（17分20秒8）
- 長久保文雄（三協精機）
  - 男子500m：9位（41秒1）
  - 男子1500m：21位（2分18秒7）
- 竹村晋吉（ヤシカ）
  - 男子500m：43位
- 高見沢初枝（東洋レーヨン）
  - 女子500m：5位（46秒6）
  - 女子1000m：5位（1分35秒8）
  - 女子1500m：19位（2分43秒7）
  - 女子3000m：4位（5分21秒4）
- 鷹野淑子（南佐久実業高校）
  - 女子500m：19位（50秒3）
  - 女子1000m：16位（1分39秒9）
  - 女子1500m：12位（2分34秒0）
  - 女子3000m：10位（5分30秒9）
- 浜文恵（三協精機）
  - 女子500m：8位（47秒4）
  - 女子1000m：7位（1分36秒1）
  - 女子1500m：10位（2分33秒3）

### フィギュアスケート
監督：田山秀士

- 佐藤信夫（関西大学第一高校）
  - 男子シングル：14位
- 上野純子（甲南女子高校）
  - 女子シングル：17位
- 福原美和（藤村女学園）
  - 女子シングル：21位

## アイスホッケー
監督：鬼鞍弘起

トレーナー：吉島清

- 入江淳夫（古河電工）
- 垣原隆司（苫小牧高）
- 山田敏彦（古河電工）
- 本間信一（王子製紙）
- 瀬川昭義（古河電工）
- 村野正夫（村野商会）
- 岩岡譲二（古河電工）
- 小野悳（岩倉組）
- 高島守（王子製紙）
- 稲津秀則（立大）
- 田名部匡省（岩倉組）
- 宮崎宣宏（古河電工）
- 島田繁（古河電工）
- 赤沢親（古河電工）
- 高木邦人（王子製紙）
- 本間敏栄（古河電工）
- 冨田正一（岩倉組）
  - 8位

## 役員
団長：木原均

団長秘書：坂田時人

シャペロン：原田知津子